# Hamish Burson
Hamish Burson (13 de abril de 1987) es un deportista neozelandés que compitió en remo. Ganó una medalla de bronce en el Campeonato Mundial de Remo de 2010, en la prueba de cuatro sin timonel.

## Palmarés internacional
| Campeonato Mundial | Campeonato Mundial        | Campeonato Mundial | Campeonato Mundial |
| Año                | Lugar                     | Medalla            | Prueba             |
| ------------------ | ------------------------- | ------------------ | ------------------ |
| 2010               | Cambridge (Nueva Zelanda) | Medalla de bronce  | Cuatro sin timonel |